# ホテルニューオータニ長岡
ホテルニューオータニ長岡（ホテルニューオータニながおか）は、新潟県長岡市に所在する宿泊施設。ニューオータニグループに属し、株式会社ホテルニューオータニ長岡が運営している。

## 沿革
- 1984年（昭和59年）11月1日 - 開業[3]。
- 1985年（昭和60年）12月 - 国際観光ホテル政府登録認可。
- 1989年（平成元年）10月 - 駐車場の運営を開始。
- 1999年（平成11年） 3月 - 長岡市農協「パストラル部門」の料理請負を開始。
- 2004年（平成16年） 9月 - 越後ながおか農協「葬祭センター」の調理料理、料飲サービス請負業務を開始。
- 2005年（平成17年）10月 - 長岡中央綜合病院内レストラン「オアシス」の営業を開始。
- 2025年（令和7年）7月-運営を「株式会社コープビル」から「株式会社ホテルニューオータニ長岡」[2]に変更。

## 施設
- 客室178室。
- レストラン&バー（4）
  - カフェ&ダイニング「アゼリア」76席、個室1室。
  - 日本料理「胡蝶」76席、個室4室。
  - Steak Club 「悠」32席。
  - Bar 「辛夷」17席。
- 宴会場（10）
  - 大・中・小・和室・茶室。
- 式場
  - 神前・チャペル・パティオ。
- 劇場
  - NCホール ( 固定席376席、補助席31席 )
- ショッピングアーケード「Patio 」
  - 15店舗。
- カルチャー教室
  - 5講座

## アクセス
- 上越新幹線：長岡駅東口より、徒歩1分。
- 関越自動車道：長岡ICより、車で約15分。